# Etrema crassina
Etrema crassina é uma espécie de gastrópode do gênero Etrema, pertencente à família Clathurellidae.